# Hilmar Hoßfeld
Hilmar Hoßfeld (* 18. Januar 1954 in Trusetal) ist ein ehemaliger deutscher Leichtathlet, der für die DDR im Diskuswurf antrat.

## Sportliche Karriere
Der 1,93 Meter große Hilmar Hoßfeld startete für den SC Turbine Erfurt. Seine besten Platzierungen bei DDR-Meisterschaften waren der zweite Platz hinter Wolfgang Schmidt 1980 und hinter Jürgen Schult 1983. 1981 und 1982 war er jeweils Dritter. Am 17. Mai 1980 erzielte er in Jena mit 67,54 Meter die beste Weite seiner Laufbahn.
Von 1978 bis 1985 trat Hoßfeld neunmal im Nationaltrikot an. Bei den Olympischen Spielen 1980 in Moskau wurde er mit 59,92 Meter als Zwölfter zum Finale im Diskuswurf zugelassen. Mit 61,14 Meter schied er nach drei Versuchen als Elfter aus.